# Cenon
Pour les articles homonymes, voir Cenon (homonymie).
Cenon (prononcé [sənɔ̃]) (en occitan/gascon : Senon) est une commune du Sud-Ouest de la France située dans le département de la Gironde, en région Nouvelle-Aquitaine faisant partie de Bordeaux Métropole. La ville s'est urbanisée dans le prolongement de Bordeaux dont elle est limitrophe à l'est. Ses habitants sont appelés les Cenonnais.

## Géographie

### Localisation
Située dans l'Entre-deux-Mers, sur la rive droite de la Garonne, Cenon est l'une des vingt-huit communes de la métropole de Bordeaux et appartient à son aire et à son unité urbaines. Forte de 26 047 habitants, elle s'inscrit dans le périmètre d'une agglomération bordelaise en constante progression, au centre de l'axe Arcachon-Bordeaux-Libourne, Campée au pied d'une petite colline dominant la plaine alluviale, Cenon se divise en deux entités principales : Cenon-Bas (dans le prolongement du quartier de La Bastide, ce dernier rattaché à Bordeaux en 1865) et Cenon-Haut, sur la crête.

### Communes limitrophes
Les communes limitrophes sont Lormont, Bordeaux, Floirac et Artigues-près-Bordeaux.
|          | Lormont |                        |
| Bordeaux | Cenon   | Artigues-près-Bordeaux |
|          | Floirac |                        |

### Plans de la commune

Cartes
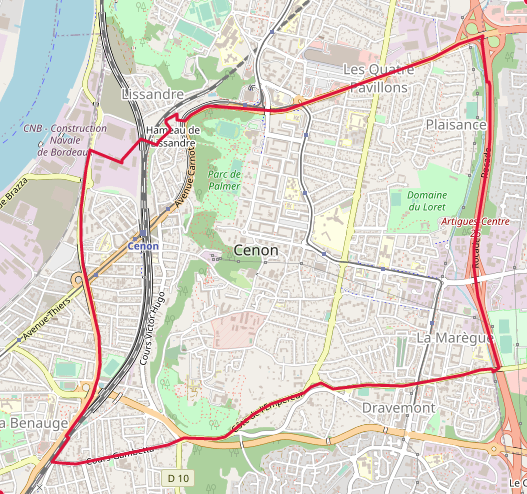
Carte OpenStreetMap
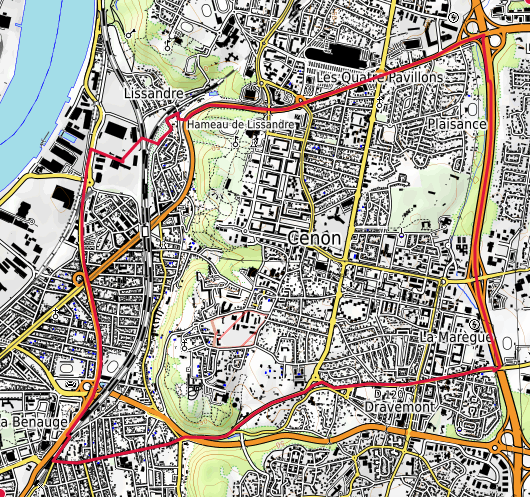
Carte topographique

### Climat
Pour des articles plus généraux, voir Climat de la Nouvelle-Aquitaine et Climat de la Gironde.
Historiquement, la commune est exposée à un climat océanique aquitain.  
En 2020, Météo-France publie une typologie des climats de la France métropolitaine dans laquelle la commune est exposée à un climat océanique et est dans la région climatique  Aquitaine, Gascogne, caractérisée par une pluviométrie abondante au printemps, modérée en automne, un faible ensoleillement au printemps, un été chaud (19,5 °C), des vents faibles, des brouillards fréquents en automne et en hiver et des orages fréquents en été (15 à 20 jours).
Pour la période 1971-2000, la température annuelle moyenne est de 12,7 °C, avec une amplitude thermique annuelle de 14,7 °C. Le cumul annuel moyen de précipitations est de 896 mm, avec 12,1 jours de précipitations en janvier et 7 jours en juillet. Pour la période 1991-2020, la température moyenne annuelle observée sur la station météorologique la plus proche, située sur la commune de Mérignac à 9 km à vol d'oiseau, est de 14,2 °C et le cumul annuel moyen de précipitations est de 924,9 mm,. Pour l'avenir, les paramètres climatiques de la commune estimés pour 2050 selon différents scénarios d’émission de gaz à effet de serre sont consultables sur un site dédié publié par Météo-France en novembre 2022.

## Urbanisme

### Typologie
Au 1er janvier 2024, Cenon est catégorisée grand centre urbain, selon la nouvelle grille communale de densité à sept niveaux définie par l'Insee en 2022.
Elle appartient à l'unité urbaine de Bordeaux, une agglomération intra-départementale regroupant 73  communes, dont elle est une commune de la banlieue,,. Par ailleurs la commune fait partie de l'aire d'attraction de Bordeaux, dont elle est une commune du pôle principal,. Cette aire, qui regroupe 275 communes, est catégorisée dans les aires de 700 000 habitants ou plus (hors Paris),.

### Occupation des sols

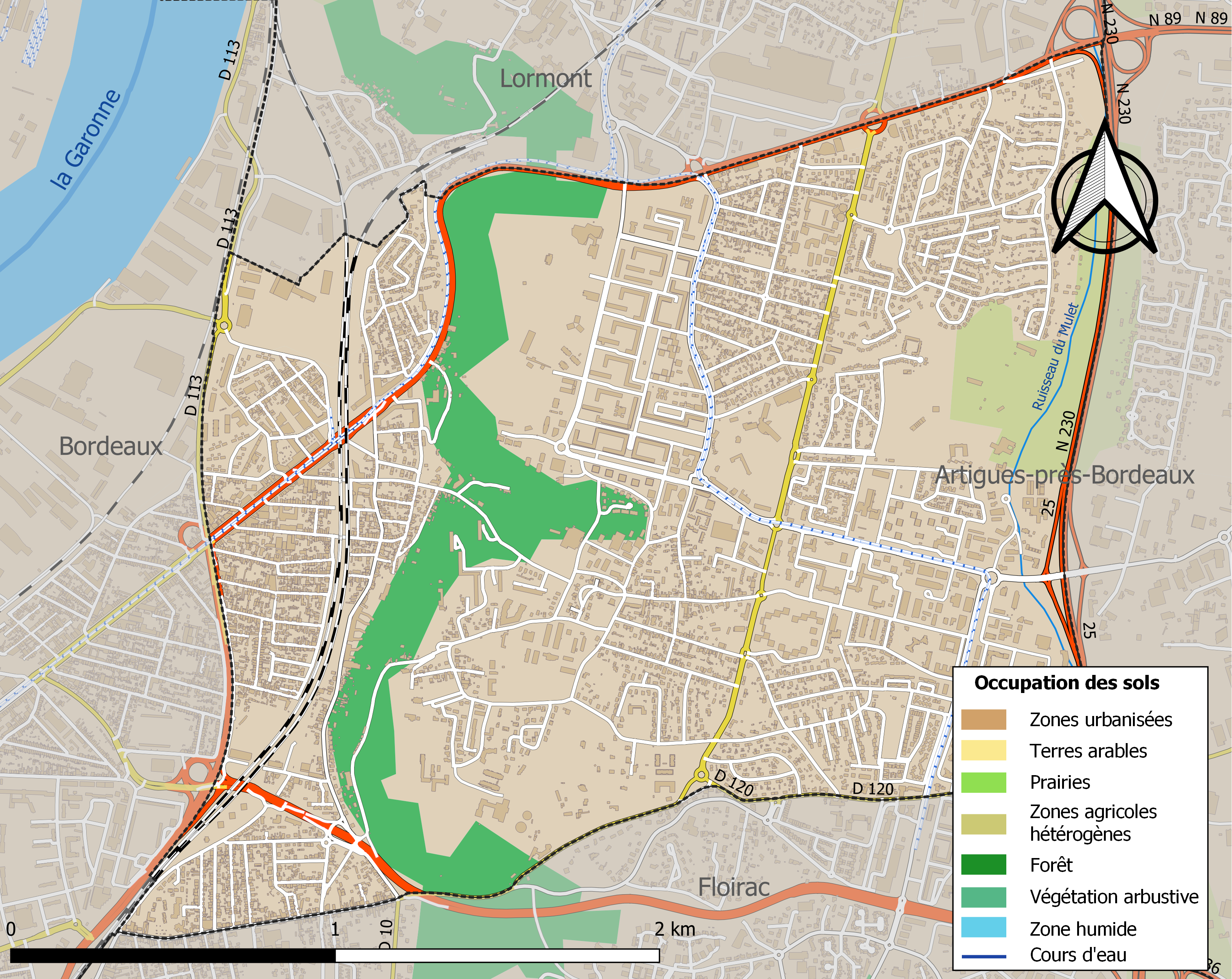
Carte des infrastructures et de l'occupation des sols de la commune en 2018 (CLC).

L'occupation des sols de la commune, telle qu'elle ressort de la base de données européenne d’occupation biophysique des sols Corine Land Cover (CLC), est marquée par l'importance des territoires artificialisés (86,2 % en 2018), en augmentation par rapport à 1990 (80,9 %). La répartition détaillée en 2018 est la suivante : 
zones urbanisées (78,5 %), forêts (9,9 %), zones industrielles ou commerciales et réseaux de communication (7,8 %), zones agricoles hétérogènes (3,8 %). L'évolution de l’occupation des sols de la commune et de ses infrastructures peut être observée sur les différentes représentations cartographiques du territoire : la carte de Cassini (XVIIIe siècle), la carte d'état-major (1820-1866) et les cartes ou photos aériennes de l'IGN pour la période actuelle (1950 à aujourd'hui).

### Voies de communication et transports

#### Rocade de Bordeaux
Cenon est accessible depuis la rocade aux sorties  25 et  26 (de la route nationale ).

#### Trains TER

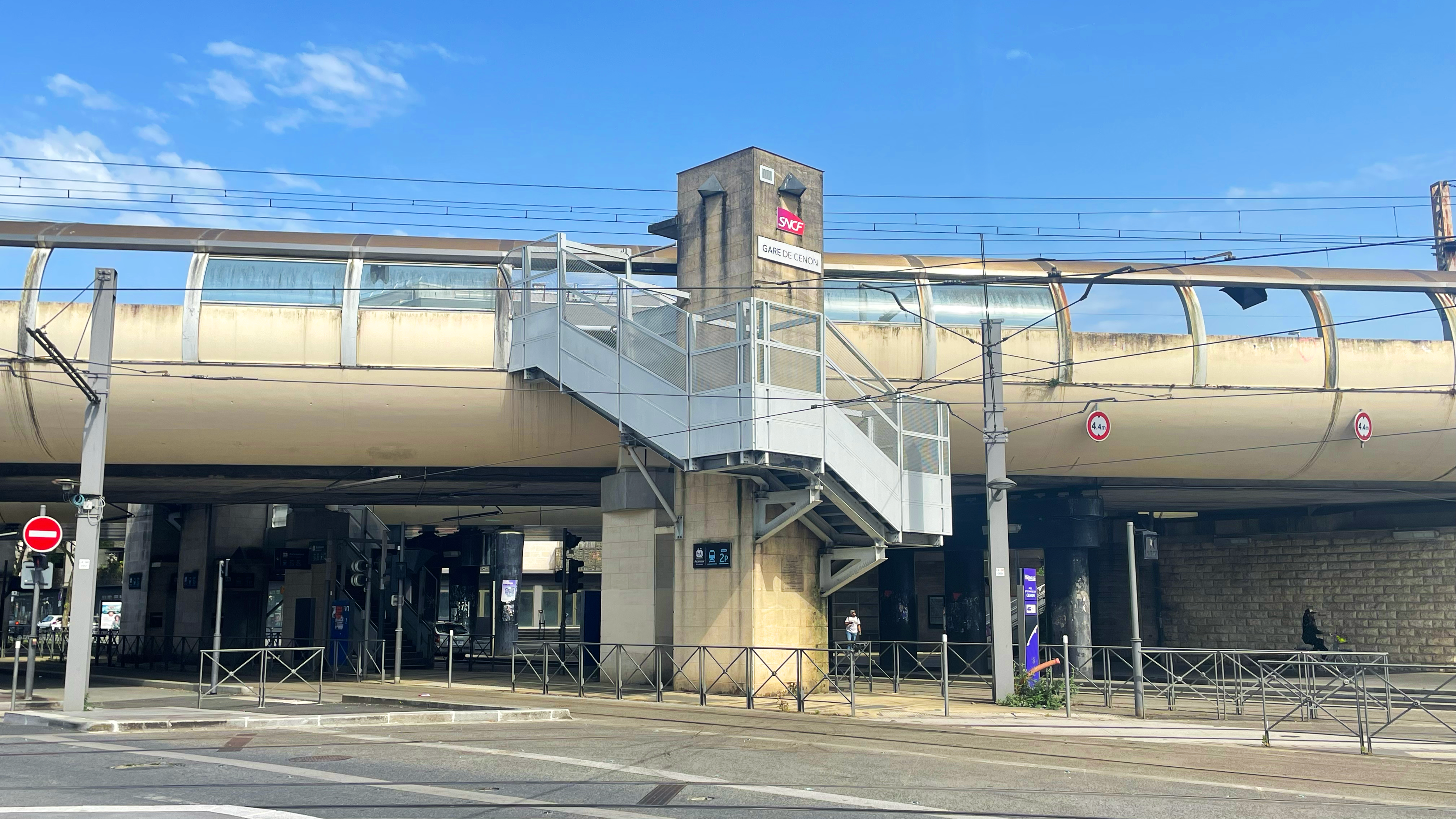
La gare, pôle multimodal facilitant les échanges entre les banlieues (Nord et Est) et le centre de Bordeaux.

La ville possède une gare, desservie par de nombreux TER Nouvelle-Aquitaine et la ligne A du tramway de Bordeaux.

#### Réseau TBM à compter du 4 septembre 2023
Le réseau TBM évoluant au 4 septembre 2023, Cenon sera desservie par les lignes TBM suivantes:
- (de l'arrêt Jean Jaurès à La Marègue)
- 16 - 27 - 28 - 31 - 32 - 53 - 57 - 60 - 64 - 65 - 66 - 67

#### BlueCub
Le 9 janvier 2014, la communauté urbaine de Bordeaux a mis en service des voitures électriques en autopartage du groupe Bolloré. Le système porte sur une centaine de véhicules, 36 stations dans la ville de Bordeaux et une station dans les six communes voisines dont Cenon.

#### Réseau TransGironde
Les lignes 401 et 402 partent de la station de tram Stalingrad à destination de Sallebœuf, Branne, Camarsac et Saint-Quentin-de-Baron et traversent la commune.

### Quartiers
En 2024, le quartier prioritaire de Palmer est évoqué dans la presse en raison de la prolifération des rats, leur présence étant devenue une banalité depuis plus d’une décennie,.

### Risques majeurs
Le territoire de la commune de Cenon est vulnérable à différents aléas naturels : météorologiques (tempête, orage, neige, grand froid, canicule ou sécheresse), inondations, mouvements de terrains et séisme (sismicité faible). Il est également exposé à un risque technologique, et  le risque industriel. Un site publié par le BRGM permet d'évaluer simplement et rapidement les risques d'un bien localisé soit par son adresse soit par le numéro de sa parcelle.

#### Risques naturels
La commune fait partie du territoire à risques importants d'inondation (TRI) de Bordeaux, regroupant les 28 communes concernées par un risque de submersion marine ou de débordement de la Garonne, un des 18 TRI qui ont été arrêtés fin 2012 sur le bassin Adour-Garonne. Les crues significatives qui se sont produites au XXe siècle, avec plus de 6,70 m mesurés au marégraphe de Bordeaux sont celles du 27 décembre 1999 (7,05 m, débit de la Garonne de 700 m3/s), du 13 décembre 1981 (6,85 m, 1500 à 2 000 m3/s), du 19 mars 1988 (6,84 m, 4 000 m3/s), du 7 février 1996 (6,77 m, 1 000 m3/s) et du 28 avril 1998 (6,73 m, 2 700 m3/s). Au XXIe siècle, ce sont celles liées à la tempête Xynthia du 28 février 2010 (6,92 m, 816 m3/s) et du 31 janvier 2014 (6,9 m, 2500 à 3 000 m3/s). Des cartes des surfaces inondables ont été établies pour trois scénarios : fréquent (crue de temps de retour de 10 ans à 30 ans), moyen (temps de retour de 100 ans à 300 ans) et extrême (temps de retour de l'ordre de 1 000 ans, qui met en défaut tout système de protection). La commune a été reconnue en état de catastrophe naturelle au titre des dommages causés par les inondations et coulées de boue survenues en 1982, 1983, 1986, 1987, 1999, 2008 et 2021,.
Les mouvements de terrains susceptibles de se produire sur la commune sont des éboulements, chutes de pierres et de blocs et des tassements différentiels.

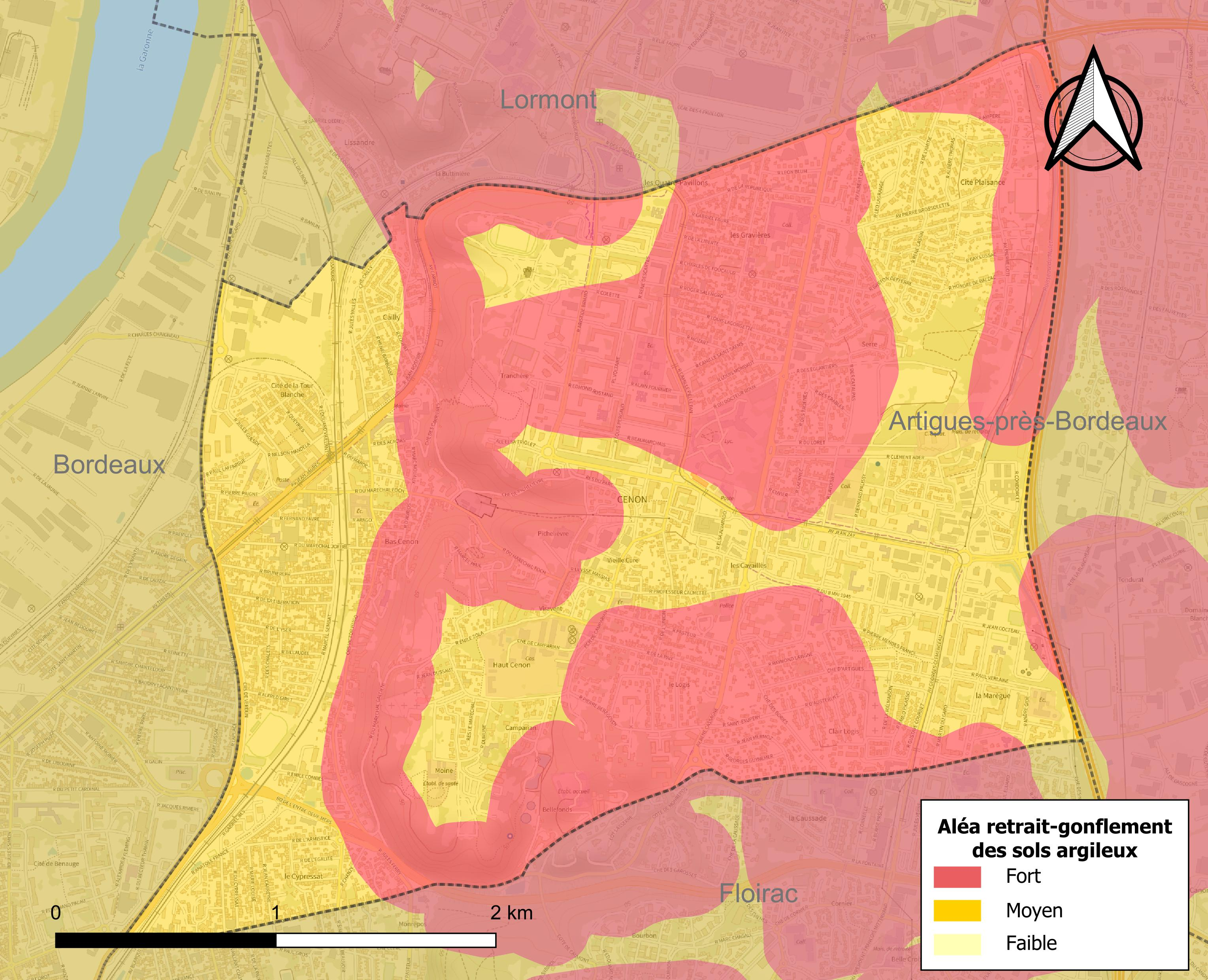
Carte des zones d'aléa retrait-gonflement des sols argileux de Cenon.

Le retrait-gonflement des sols argileux est susceptible d'engendrer des dommages importants aux bâtiments en cas d’alternance de périodes de sécheresse et de pluie. La totalité de la commune est en aléa moyen ou fort (67,4 % au niveau départemental et 48,5 % au niveau national). Sur les 3 977 bâtiments dénombrés sur la commune en 2019, 3 977 sont en aléa moyen ou fort, soit 100 %, à comparer aux 84 % au niveau départemental et 54 % au niveau national. Une cartographie de l'exposition du territoire national au retrait gonflement des sols argileux est disponible sur le site du BRGM,.
Par ailleurs, afin de mieux appréhender le risque d’affaissement de terrain, l'inventaire national des cavités souterraines permet de localiser celles situées sur la commune.
Concernant les mouvements de terrains, la commune a été reconnue en état de catastrophe naturelle au titre des dommages causés par la sécheresse en 1989, 2002, 2003, 2005, 2012 et 2017 et par des mouvements de terrain en 1999.

#### Risques technologiques
La commune est exposée au risque industriel du fait de la présence sur son territoire d'une entreprise soumise à la directive européenne SEVESO.

## Histoire

### Des origines jusqu'aux années 2010
En gascon la ville se nomme Senon, prononcé [səˈnuŋ].
- L'usine Bâillon d'Estiveau a été construite en 1901 et agrandie en 1932. L'entreprise produisait des pierres reconstituées ; elle a fonctionné jusqu'en 1950. En 1920, on y utilisait une presse universelle de marque War.

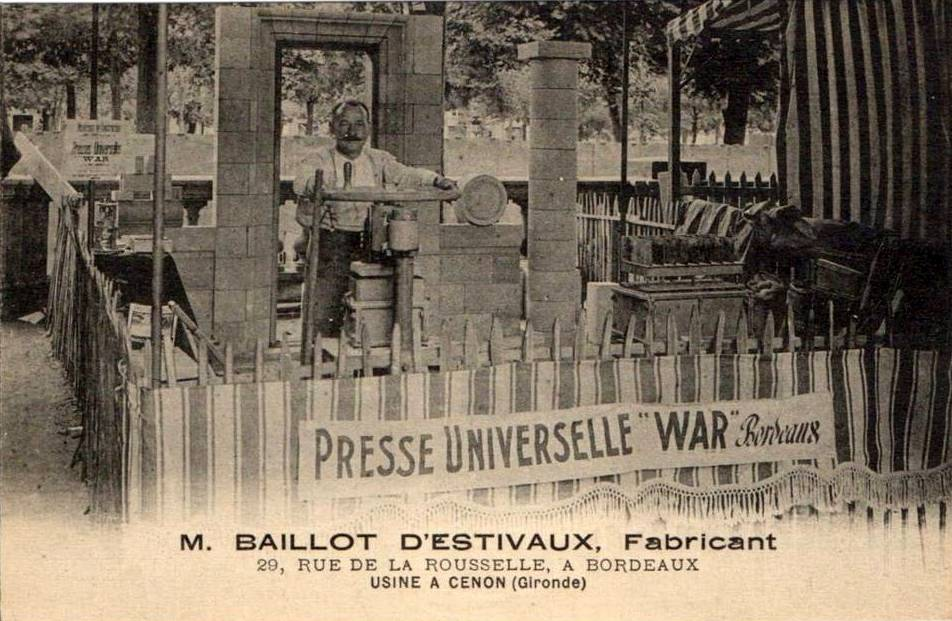

## Héraldique
| Blason de Cenon | De gueules à la biche saillante d'or, au-dessus d’un burelé ondé, alésé et réduit, d'argent et d'azur de douze pièces mouvant d’un olifant contourné d’or à dextre et failli à senestre au centre de l'écu, et senestrée d'un cyprès de sinople fûté d’or, l'animal et l'arbre posés sur une terrasse isolée de sinople. Le blason évoque la légende de la biche de Cenon, selon laquelle une biche aurait surgi de la forêt au son du cor de Roland, puis traversé la Garonne, révélant aux troupes le gué de franchissement du fleuve. |

## Politique et administration
La commune de Cenon appartient à l'arrondissement de Bordeaux. À la suite du découpage territorial de 2014 entré en vigueur à l'occasion des élections départementales de 2015, la commune demeure dans le canton de Cenon modifié dont elle était le chef-lieu et dont elle devient le bureau centralisateur,.

### Tendances politiques et résultats
À partir des élections municipales de 1896, les socialistes entrent dans la municipalité de Cenon, ainsi qu'à Saint-Macaire et Bègles

### Liste des maires
En 1995, la fédération socialiste de la Gironde réussit le renouvellement du maire socialiste en fonction depuis 27 ans, René Bonnac (1921-2008) par le candidat socialiste, Alain David (1949-).
| Période                                  | Période      | Identité            | Étiquette    | Qualité |
| ---------------------------------------- | ------------ | ------------------- | ------------ | --- |
| Les données manquantes sont à compléter. |              |                     |              | |
|                                          |              |                     |              | |
| 1896                                     | 1900         | Claude Bernard      |              | |
| 1900                                     | 1903         | Maurice Rivière     |              | |
| 1903                                     | 1908         | Hector Voisin-Roux  |              | |
| 1908                                     | 1915         | Ulysse Massias      |              | |
| 1915                                     | 1925         | Auguste Bussière    |              | Fondateur de la Vieille Cure |
| 1925                                     | 1935         | Jean Carreyre       |              | |
| 1935                                     | 1941         | Gabriel Bes         | SFIO         | |
| 1941                                     | 1944         | Dr Guillemet        |              | Délégation spéciale |
| 1944                                     | 1945         | Louis Duvin         |              | Délégation spéciale |
| 1945                                     | 1947         | Jean Rospide        |              | |
| 1947                                     | 1948 (décès) | Louis Duvin         |              | |
| 1948                                     | 1968 (décès) | René Cassagne       | SFIO         | Député (1958-1968) Conseiller général du canton de Carbon-Blanc (1951-1968) Décédé en fonctions                                                 |
| 1968                                     | 1995         | René Bonnac         | SFIO puis PS | Directeur commercial - Conseiller général du canton de Cenon (1973-1992)                                                                        |
| 1995                                     | 2017         | Alain David         | PS           | Ingénieur retraité Conseiller général puis départemental du canton de Cenon (1998-2017) Vice-président de Bordeaux Métropole Député depuis 2017 |
| juillet 2017 (réélu en mai 2020)         | En cours     | Jean-François Egron | PS           | Ingénieur territorial Remplace Alain David, élu député Vice-président de Bordeaux Métropole Conseiller départemental depuis 2021                |

### Politique de développement durable
La ville a engagé une politique de développement durable en lançant une démarche d'Agenda 21 en 2008.

### Politique environnementale
Dans son palmarès 2024, le Conseil national de villes et villages fleuris de France a attribué trois fleurs à la commune.

### Jumelages et partenariats
- 1988 : Jumelage avec Laredo (Cantabrie en Espagne)[35]
- Juin 2008 : Jumelage avec Paredes de Coura (Minho-Lima  au Portugal).
- Octobre 2012 : Convention de partenariat culturel avec Meknès (Maroc).
- Mai 2013 : Convention de partenariat avec Arcos de Valdevez (Minho-Lima au Portugal).
- Novembre 2016 : Jumelage avec Hartford ( état du Vermont aux Etats-Unis)[36]

## Population et société

### Démographie
L'évolution du nombre d'habitants est connue à travers les recensements de la population effectués dans la commune depuis 1793. Pour les communes de plus de 10 000 habitants les recensements ont lieu chaque année à la suite d'une enquête par sondage auprès d'un échantillon d'adresses représentant 8 % de leurs logements, contrairement aux autres communes qui ont un recensement réel tous les cinq ans,.

En 2022, la commune comptait 26 784 habitants, en évolution de +9,91 % par rapport à 2016 (Gironde : +6,91 %, France hors Mayotte : +2,11 %).
| 1793  | 1800 | 1806  | 1821  | 1831  | 1836  | 1841  | 1846  | 1851  |
| ----- | ---- | ----- | ----- | ----- | ----- | ----- | ----- | ----- |
| 1 395 | 568  | 1 329 | 1 437 | 1 805 | 2 033 | 2 607 | 3 281 | 4 022 |

| 1856  | 1861  | 1866 | 1872 | 1876  | 1881  | 1886  | 1891  | 1896  |
| ----- | ----- | ---- | ---- | ----- | ----- | ----- | ----- | ----- |
| 5 686 | 6 817 | 848  | 970  | 1 080 | 1 264 | 1 767 | 2 199 | 2 587 |

| 1901  | 1906  | 1911  | 1921  | 1926  | 1931  | 1936   | 1946   | 1954   |
| ----- | ----- | ----- | ----- | ----- | ----- | ------ | ------ | ------ |
| 3 556 | 3 817 | 4 806 | 6 650 | 8 153 | 9 700 | 10 087 | 10 051 | 10 747 |

| 1962   | 1968   | 1975   | 1982   | 1990   | 1999   | 2006   | 2011   | 2016   |
| ------ | ------ | ------ | ------ | ------ | ------ | ------ | ------ | ------ |
| 13 821 | 17 713 | 24 769 | 23 520 | 21 363 | 21 283 | 23 171 | 22 131 | 24 369 |

| 2021   | 2022   | - | - | - | - | - | - | - |
| ------ | ------ | - | - | - | - | - | - | - |
| 26 778 | 26 784 | - | - | - | - | - | - | - |

La forte chute de population en 1866 résulte de l'annexion du quartier de la Bastide par la commune de Bordeaux en 1865.
Cette commune est caractérisée par l'arrivée de populations étrangères depuis une trentaine d'années.

### Enseignement
La commune dispose de deux collèges, le collège Jean-Jaures, qui accueille les élèves de la cité Palmer, de la commune de Artigues-près-Bordeaux et du quartier Brossolette et le collège Jean-Zay qui accueille les élèves des quartiers de la saraillère,du bas et haut-cenon et du Loret.

## Économie

### Généralités
Petite commune semi-rurale jusqu'au milieu du XXe siècle, Cenon profite du dynamisme économique de la capitale aquitaine et du surplus de population qu'il génère pour se transformer et se doter de nouveaux équipements (écoles, lotissements, logements sociaux, médiathèque, salle de spectacles).

### Revenus de la population et fiscalité
En 2010, le revenu fiscal médian par ménage était de 21 320 €, ce qui plaçait Cenon au 28 835e rang parmi les 31 525 communes de plus de 39 ménages en métropole.

### Emploi
Le taux de chômage, en 2014, pour la commune s'élève à 21,8 %, un chiffre  nettement supérieur à la moyenne nationale (10,4 %).

## Culture locale et patrimoine

### Lieux et monuments
- Église des Saints-Anges de Cenon

#### Église Saint-Romain
La principale église paroissiale de la ville est située non loin du parc du Cypressat. Placée sous le vocable de saint Romain de Blaye, sa construction débute au XIIe siècle : c'est alors une dépendance de l'abbaye de La Sauve-Majeure. Elle est remaniée à plusieurs reprises au cours des siècles, que ce soit à cause des dégâts infligés au sanctuaire par les hommes (guerres) ou par le temps. Elle prend son aspect actuel à partir de 1864, sous l'impulsion du cardinal Donnet, qui entend moderniser les églises de son diocèse. L'église est alors presque entièrement reconstruite; on élève le clocher néo-gothique, assez trapu, coiffé d'une petite flèche en pierre de taille de l'Entre-deux-Mers et précédé d'un porche. Les travaux sont confiés à un architecte bien connu en Gironde : Gustave Alaux.
La disposition de l'église reste relativement simple : il s'agit d'une nef doublée de bas-côtés, cantonnée de contreforts, qui se prolonge par une abside hémicylindrique. L'intérieur, couvert d'amples croisées d'ogives (quadripartites dans la nef, sexpartites dans le chœur), conserve un décor peint du XIXe siècle, un chemin de croix, œuvre du peintre et graveur Décaris, et un bénitier du XVIIe siècle. Une campagne de restauration financée en totalité par la ville (coût : 850 000 €), s'est étalée de 2002 à 2007. Elle a redonné à l'édifice sa blancheur originelle, la pierre ayant été longtemps rongée par les intempéries et la pollution. Le parvis de l'église, traité en terrasse panoramique, offre un point de vue remarquable sur Bordeaux.

#### Château et parc Palmer
Le château Palmer, du nom du général Charles Palmer, officier de l'armée britannique, date en grande partie du XVIIIe siècle. D'une grande sobriété, il arbore toutefois un vaste balcon-terrasse porté par une série de colonnes jumelées, offrant une vue sur le parc environnant. Vaste espace vert de près de 25 hectares, le parc Palmer, aménagé sur une crête, offre une vue plongeante sur Bordeaux. Il se compose d'une succession de prairies, de massifs floraux et de bois où se mêlent notamment pins maritimes et parasols, palmiers, lauriers[Lesquels ?] (essences méditerranéennes), tilleuls à grandes feuilles et chênes rouvres. Il abrite également plusieurs équipements sportifs, deux centres culturels (Le Rocher de Palmer et l'Office Culturel d'Animation de Cenon - OCAC - au Château Palmer), un théâtre de verdure, des aires de jeux pour les enfants et des tables de pique-nique.

#### Chartreuse et parc du Loret
L'ancienne chartreuse du Loret, du XVIIIe siècle, est un siècle plus tard une importante propriété viticole, la première de la commune en termes de production (82 tonneaux de vin rouge en 1874). Rachetée par la municipalité en 2004, elle est désormais un centre culturel où des artistes viennent exposer régulièrement. Le parc qui l'entoure est, avec le parc Palmer et le parc du Cypressat, un des poumons verts de la commune. S'étendant sur 14 hectares, il renferme quelques essences remarquables, comme des séquoias géants, des cèdres de l'Atlas et des ormes du Caucase.

#### Parc du Cypressat
Le parc du Cypressat est un des trois grands parcs de la ville de Cenon. Étagé à flanc de colline, à proximité du centre-ville, il couvre 17 hectares et renferme près de 1200 arbres répertoriés. Le cyprès, essence méditerranéenne, y tient une place d'honneur. Plusieurs belvédères, aménagés au gré de sentiers escarpés, offrent une vue panoramique sur Bordeaux. Le parc du Cypressat est un lieu vivant, véritable sanctuaire écologique pour de nombreuses espèces végétales et animales. On y trouve notamment des chevreuils, des blaireaux, ainsi qu'une grande variété d'oiseaux, ce qui lui a valu d'être classé comme « refuge LPO » par la Ligue pour la protection des oiseaux.

#### Belvédère de Bellevue
Relativement peu connu, cet espace aménagé à flanc de colline offre un point de vue remarquable sur une grande partie de l'agglomération bordelaise. De gauche à droite, on aperçoit ainsi les tours de Talence, la basilique Saint-Michel, l'hôpital Pellegrin, les clochers de la cathédrale Saint-André, les arbres et le sommet des colonnes rostrales de la place des Quinconces, les tours de la cité administrative, les pavillons du Bas-Cenon, les quais de Bordeaux, le pont Jacques-Chaban-Delmas, Cap Science et le port de Bordeaux.

#### Châteaux viticoles de Cenon
La commune conserve plusieurs « châteaux » privés. Le nom de « château » désigne, en Bordelais, une exploitation viticole. Le château au Moine, construit en 1830 pour Claude Deschamps, s'inspire du classicisme. Le château de Serre, datant de 1804, est réquisitionné par les Allemands pendant la Seconde Guerre mondiale, qui y installent le quartier-général de la défense anti-aérienne. Le château d'Aurios, dit « château du Diable » entre les deux guerres, est une construction bourgeoise du milieu du XIXe siècle, se composant d'un corps de logis cantonné de deux pavillons peu saillants. Le château Lamothe ou domaine de La Garosse  datant de 1715  dont une partie du terrain a été utilisée par l'usine de la Vieille Cure. Le château Guithon, datant de la même époque, abrite depuis 1914 l'hôtel de ville. L'ancien château Pichardy a été détruit en 1960, son fronton a été restauré : il est exposé en plein air près de la mairie.

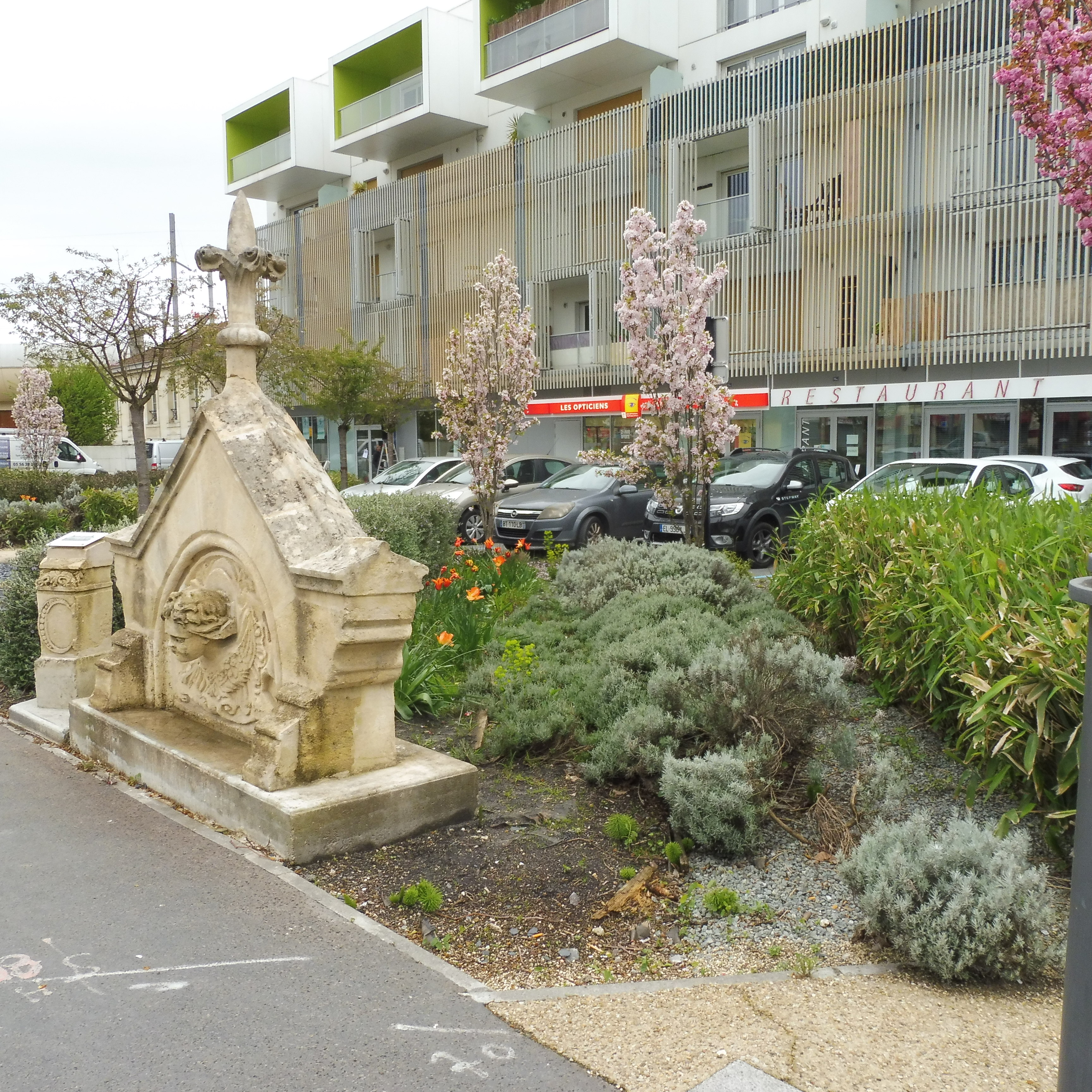
Vestiges du château Pichardy
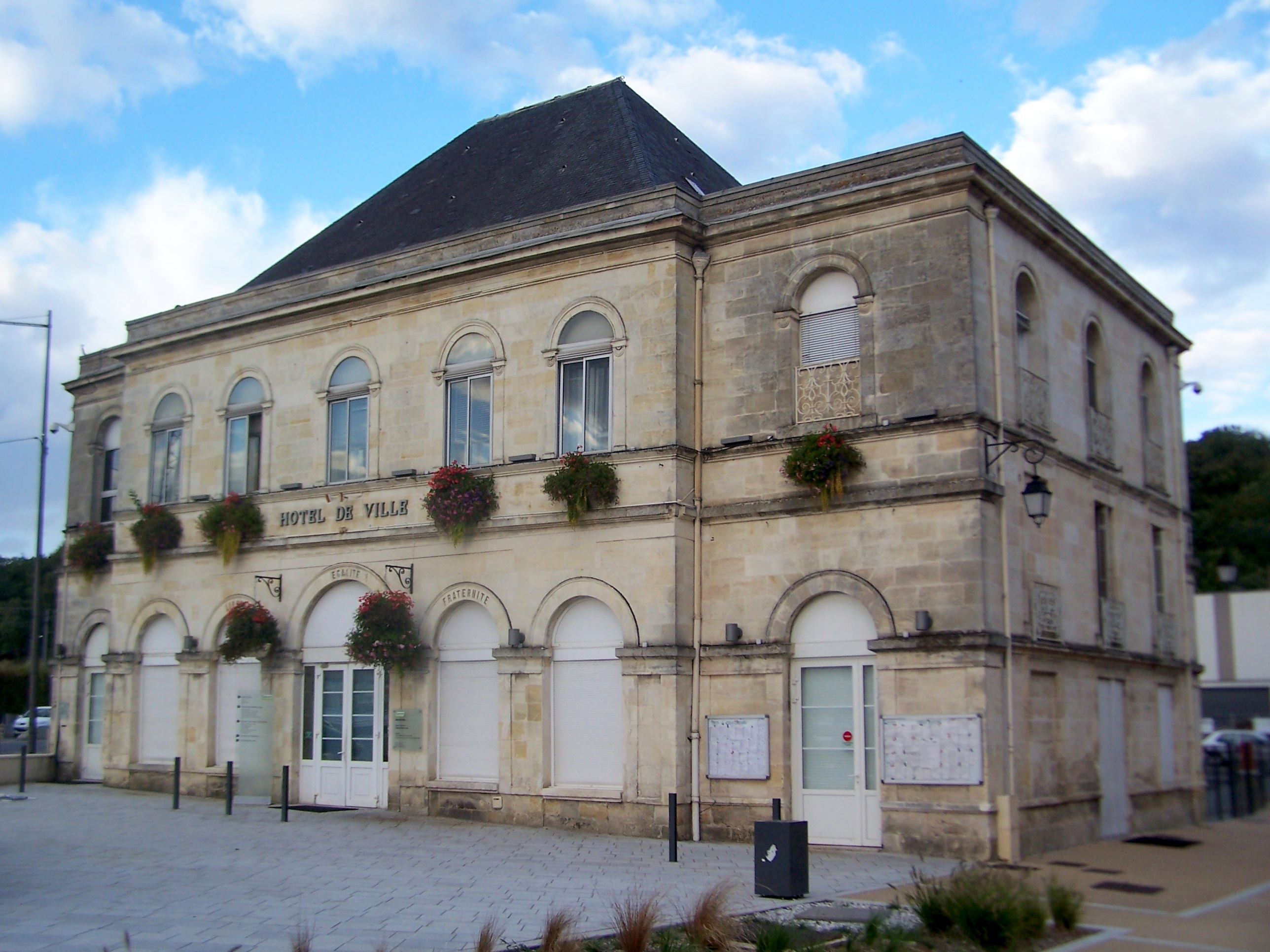
Château viticole réaménagé en mairie
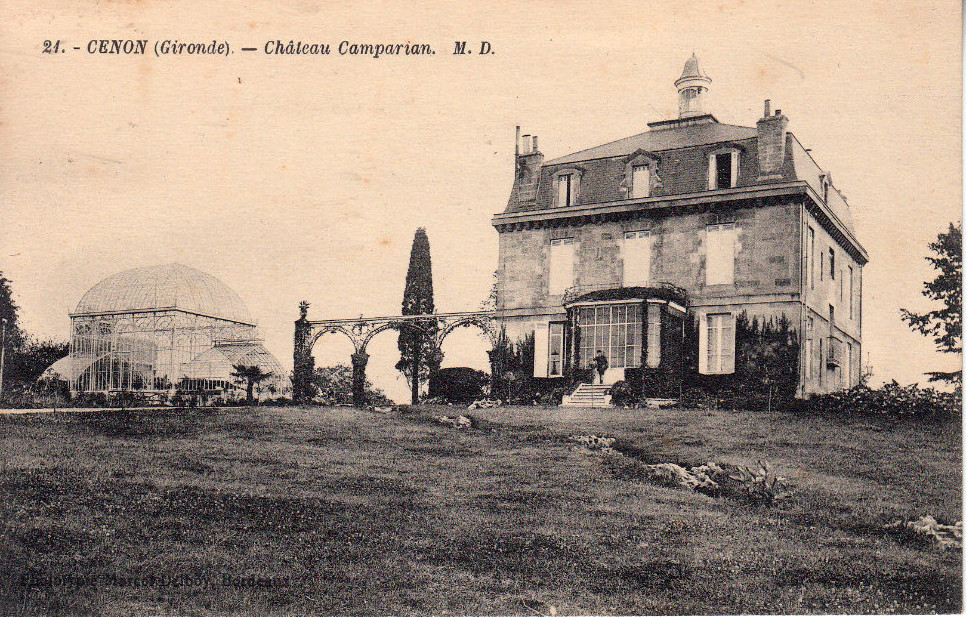
Château Camparian
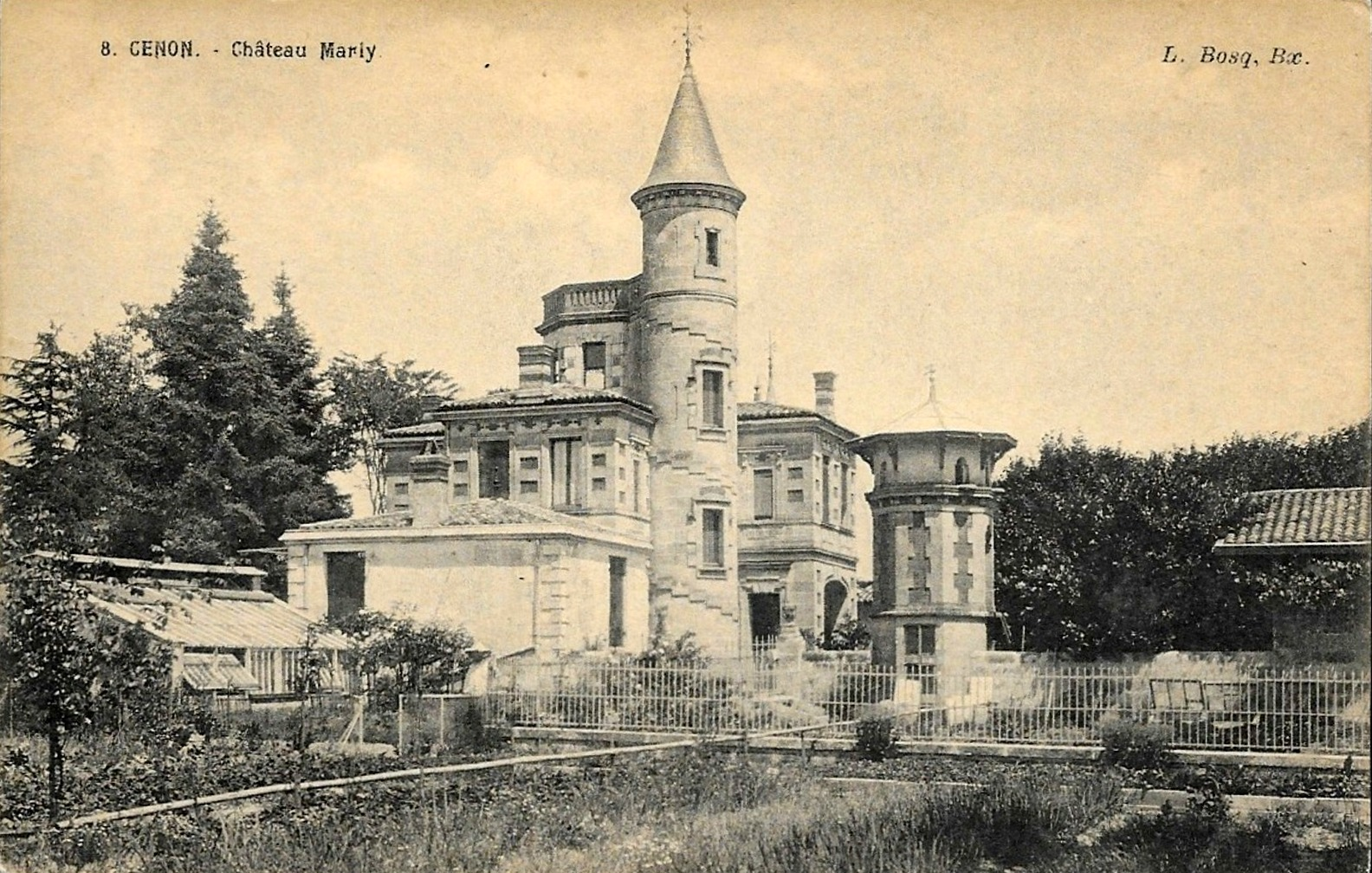
Château Marly
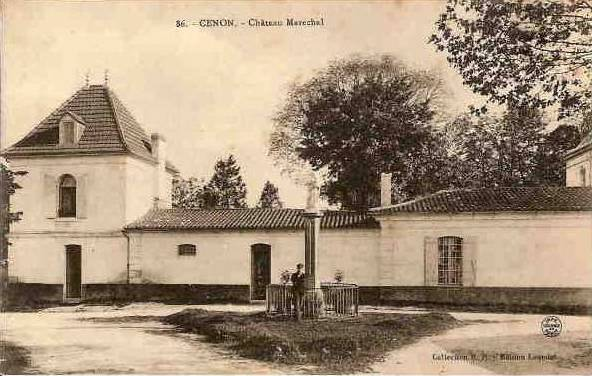
Château Maréchal

### Patrimoine environnemental
La commune, qui appartient à la première couronne périurbaine de Bordeaux, compte sur une forte proportion de parcs et d'espaces verts (20 % de son territoire) dont le plus célèbre est le parc Palmer, qui offre une vue panoramique sur Bordeaux.

### La légende de la Biche de Cenon
« Roland (en 778) et son armée allant en Espagne, arrivèrent à la colline de Cenon, couverte à ce moment-là par l'antique forêt de cyprès. Au pied de la colline: les marais. Plus loin, le ruban d'argent de la Garonne barre la route. Saisi d'une inspiration divine, Roland sonna du cor. Au son de l'olifant, une biche blanche effrayée surgit de la forêt. Descendant la colline, elle traversa le marais et franchit la Garonne à un passage guéable qu'elle connaissait bien. Cette fuite éperdue ayant lieu sous les yeux de l'armée, Roland n'eut plus qu'à suivre la trace de la biche et, ses soldats derrière lui, franchit la Garonne. ». Cette légende est à rapprocher de celle attribuée à Clovis qui, alors qu'il poursuivait Alaric, ne sachant comment traverser la Vienne, se vit indiquer un gué par une biche, elle aussi descendue d'une forêt. Ce gué s'appelle encore Gué de la Biche.

### Infrastructures culturelles
- Le Rocher de Palmer est une salle de spectacle consacrée aux musiques et cultures du monde.
- L'espace Simone Signoret a ouvert en septembre 2016 au pied de la côte, avec une salle d'une capacité de 200 places dédiée au spectacle vivant.

### Festivals
La ville accueille chaque été, au mois de juillet, le Festival des Hauts de Garonne et le festival de salsa Festival Corazón latino en septembre. 
De plus, chaque année, elle accueille le Festival de théâtre Entre-deux-scènes du Théâtre Alizé, basé anciennement (1987-2019) au château Palmer pour les répétitions et au château du diable pour les spectacles puis à l'Oscillo-Théâtroscope pour les répétitions et à l'espace Simone Signoret pour les spectacles (Depuis 2020).

### Sports
Le CA Lormont Hauts de Garonne, autrefois appelé CA Lormont-Cenon Rive Droite, évolue en Fédérale 2 du Championnat de France de rugby.
Un complexe de tennis est en cours de construction.

## Personnalités liées à la ville
- Kodjo Afanou, footballeur
- Floyd Ayité, footballeur
- Jonathan Ayité, footballeur
- Claude Durrens, graveur
- Bernard Darniche, pilote automobile
- Antoine Redin, footballeur
- Bruno Da Rocha, footballeur
- Frédéric Da Rocha, footballeur
- Jérôme Fernandez, handballeur
- Jacques Rivière, écrivain
- Cédric Yambéré, footballeur
- Jean Audebert, footballeur
- Adrien Cachot, cuisinier